# USS Bluegill (SS-242)
USS Bluegill (SS/SSK/AGSS-242) là một tàu ngầm lớp Gato từng phục vụ cùng Hải quân Hoa Kỳ trong Chiến tranh Thế giới thứ hai. Nó là chiếc tàu chiến duy nhất của Hải quân Hoa Kỳ được đặt cái tên này, theo tên loài cá Thái Dương xanh. Nó đã phục vụ trong suốt Thế chiến II, thực hiện tổng cộng sáu chuyến tuần tra, đánh chìm mười tàu Nhật Bản, bao gồm một tàu khu trục, với tổng tải trọng 46.212 tấn. Được cho ngừng hoạt động sau khi xung đột chấm dứt vào năm 1946, nó được huy động trở lại, được xếp lại lớp thành một tàu săn tàu ngầm SSK-242 vào năm 1953, rồi như một tàu ngầm phụ trợ AGSS-243 vào năm 1966, để tiếp tục phục vụ trong giai đoạn Chiến tranh Lạnh và Chiến tranh Việt Nam từ năm 1951 đến năm 1969. Con tàu cuối cùng bị đánh chìm ngoài khơi Hawaii vào năm 1970. Bluegill được tặng thưởng danh hiệu Đơn vị Tuyên dương Hải quân cùng bốn Ngôi sao Chiến trận do thành tích phục vụ trong Thế Chiến II.

## Thiết kế và chế tạo
Lớp tàu ngầm Gato được thiết kế cho mục đích một tàu ngầm hạm đội nhằm có tốc độ trên mặt nước cao, tầm hoạt động xa và vũ khí mạnh để tháp tùng hạm đội chiến trận. Con tàu dài 311 ft 9 in (95,02 m) và có trọng lượng choán nước 1.525 tấn Anh (1.549 t) khi nổi và 2.424 tấn Anh (2.463 t) khi lặn. Chúng trang bị động cơ diesel dẫn động máy phát điện để cung cấp điện năng cho bốn động cơ điện, đạt được công suất 5.400 shp (4.000 kW) khi nổi và 2.740 shp (2.040 kW) khi lặn, cho phép đạt tốc độ tối đa 21 hải lý trên giờ (39 km/h) và 9 hải lý trên giờ (17 km/h) tương ứng. Tầm xa hoạt động là 11.000 hải lý (20.000 km) khi đi trên mặt nước ở tốc độ 10 hải lý trên giờ (19 km/h) và có thể hoạt động kéo dài đến 75 ngày và lặn được sâu tối đa 300 ft (90 m).
Lớp tàu ngầm Gato được trang bị mười ống phóng ngư lôi 21 in (530 mm), gồm sáu ống trước mũi và bốn ống phía phía đuôi tàu, chúng mang theo tối đa 24 quả ngư lôi. Vũ khí trên boong tàu gồm một hải pháo 3 inch/50 caliber, và thường được tăng cường một khẩu pháo phòng không Bofors 40 mm nòng đơn và một khẩu đội Oerlikon 20 mm nòng đôi, kèm theo súng máy .50 caliber và .30 caliber. Tiện nghi cho thủy thủ đoàn bao gồm điều hòa không khí, thực phẩm trữ lạnh, máy lọc nước, máy giặt và giường ngủ cho hầu hết mọi người, giúp họ chịu đựng cái nóng nhiệt đới tại Thái Bình Dương cùng những chuyến tuần tra kéo dài đến hai tháng rưỡi.
Bluegill được đặt lườn tại xưởng tàu của hãng Electric Boat Company ở Groton, Connecticut vào ngày 17 tháng 12, 1942. Nó được hạ thủy vào ngày 8 tháng 8, 1943, được đỡ đầu bởi bà W. Sterling Cole, phu nhân Hạ nghị sĩ W. Sterling Cole của tiểu bang New York, và được cho nhập biên chế cùng Hải quân Hoa Kỳ vào ngày 11 tháng 11, 1943 dưới quyền chỉ huy của Hạm trưởng, Thiếu tá Hải quân Eric L. Barr, Jr.

## Lịch sử hoạt động

### 1944 - 1945
Sau khi hoàn tất việc chạy thử máy huấn luyện tại các vùng biển ngoài khơi New London, Connecticut và Newport, Rhode Island, Bluegill chuẩn bị để được điều động sang khu vực Mặt trận Thái Bình Dương. Nó lên đường băng qua kênh đào Panama và đi đến Trân Châu Cảng. Trong giai đoạn từ ngày 1 tháng 4, 1944 đến ngày 21 tháng 6, 1945 nó đã thực hiện sáu chuyến tuần tra trong suốt khu vực kéo dài từ New Guinea cho đến Đài Loan và các vùng biển Java và biển Đông, đánh chìm được mười tàu Nhật Bản với tổng tải trọng 46.212 tấn, trong đó có tàu tuần dương hạng nhẹ Yubari bị đánh chìm vào ngày 27 tháng 4, 1944 và một tàu săn ngầm.
Vào tháng 1, 1945, Bluegill tiến hành các hoạt động trinh sát hỗ trợ cho Chiến dịch giải phóng Philippines của lực lượng Đồng Minh. Vào ngày 28 tháng 5, nó tiến hành trinh sát và bắn phá đảo Đông Sa (Pratas); một đội đổ bộ 12 người đã đặt chân lên đảo chỉ để khám phá rằng lực lượng Nhật Bản đồn trú tại đây đã được triệt thoái.
Quay trở về Trân Châu Cảng vào ngày 21 tháng 6, Bluegill tiếp tục hoạt động cùng Hạm đội Thái Bình Dương cho đến khi Nhật Bản chấp nhận đầu hàng vào ngày 15 tháng 8, giúp chấm dứt vĩnh viễn cuộc xung đột. Nó được cho xuất biên chế vào ngày 1 tháng 3, 1946, và được đưa về Hạm đội Dự bị Thái Bình Dương, neo đậu tại Xưởng hải quân Mare Island.

### 1951 - 1969
Sau khi cuộc Chiến tranh Triều Tiên bùng nổ vào tháng 6, 1950, Bluegill được cho tái biên chế trở lại vào ngày 3 tháng 5, 1951, và phục vụ trong vai trò huấn luyện cùng Hạm đội Thái Bình Dương. Nó tạm thời xuất biên chế trong giai đoạn từ ngày 7 tháng 7, 1952 đến ngày 2 tháng 5, 1953 để được cải biến tại Xưởng hải quân San Francisco thành một "tàu ngầm tìm-diệt tàu ngầm", và được xếp lại lớp với ký hiệu lườn mới SSK-242. Nó được xếp lại lớp và quay trở lại ký hiêu lườn cũ SS-242 vào ngày 15 tháng 8, 1959, rồi trở thành một tàu ngầm phụ trợ AGSS-242 vào ngày 1 tháng 4, 1966.
Tham gia vào cuộc Chiến tranh Việt Nam, chiếc tàu ngầm đã hoạt động trinh sát và tuần tra tìm kiếm và giải cứu những phi công bị bắn rơi. Bluegill được cho xuất biên chế lần sau cùng đồng thời rút tên khỏi danh sách Đăng bạ Hải quân vào ngày 28 tháng 6, 1969, Vào năm 1971, nó được đánh chìm tại một vùng nước nông sâu 40 m (130 ft) ngoài khơi Lahaina, Hawaii để phục vụ cho việc huấn luyện giải cứu dưới nước trong hơn một thập niên tiếp theo. Đến tháng 11, 1983, con tàu được trục vớt và đưa ra đánh chìm tại vùng nước sâu tại quần đảo Hawaii.

## Phần thưởng
Bluegill được tặng thưởng danh hiệu Đơn vị Tuyên dương Hải quân cùng bốn Ngôi sao Chiến trận do thành tích phục vụ trong Thế Chiến II. Nó được ghi công đã đánh chìm mười tàu Nhật Bản, bao gồm một tàu khu trục, với tổng tải trọng 46.212 tấn.
|  |                                                       |  |
|  | Bronze star · Bronze star · Bronze star · Bronze star |  |

| Dãi băng Hoạt động Tác chiến  | Dãi băng Hoạt động Tác chiến                                            | Đơn vị Tuyên dương Hải quân                                             | Đơn vị Tuyên dương Hải quân          |
| Huân chương Chiến dịch Hoa Kỳ | Huân chương Chiến dịch Châu Á-Thái Bình Dương với 4 Ngôi sao Chiến trận | Huân chương Chiến dịch Châu Á-Thái Bình Dương với 4 Ngôi sao Chiến trận | Huân chương Chiến thắng Thế Chiến II |